# Сулак-сюр-Мер
Сулак-сюр-Мер (фр. Soulac-sur-Mer) — коммуна в департаменте Жиронда, входящего в состав региона Новая Аквитания на юго-западе Франции. Морской курорт входящий в так называемый Серебряный берег. Расположен на полуострове Медок, в 86 км от Бордо. Кроме туризма, другим важным источником дохода является виноделие, а также тематические маршруты, посвящённые этой отрасли сельского хозяйства полуострова Медок.

## Население
Население коммуны составляет 2,811 тыс. человек.
| Годы | Численность населения |
| ---- | --------------------- |
| 1968 | 2,198                 |
| 1975 | 2,387                 |
| 1982 | 2,536                 |
| 1990 | 2,790                 |
| 1999 | 2,720                 |
| 2007 | 2,679                 |
| 2012 | 2,531                 |
| 2017 | 2,811                 |

## Города-побратимы
- Саарбург, Германия (1972)
- Оспедалетти, Лигурия, Италия (1972)
- Бурго-де-Осма-Сьюдад-де-Осма, Кастилия-Леон, Испания (1988)
- Каслрей, Коннахт, Ирландия (1990)